# Bypass (2014)
Bypass (Brasil: Desvio ) é um filme de drama e suspense produzido no Reino Unido, dirigido por Duane Hopkins e lançado em 2014.